# 12 registi per 12 città
12 registi per 12 città è un film documentario del 1989.
Dodici grandi registi italiani presentano le dodici città italiane che ospitano le partite della 14ª Coppa del Mondo di calcio.

## Regista - Città
I registi scelti per ciascuna città che ospitò incontri di calcio di "Italia '90":
- Michelangelo Antonioni: Roma
- Lina Wertmüller: Bari
- Bernardo e Giuseppe Bertolucci: Bologna
- Carlo Lizzani: Cagliari
- Franco Zeffirelli: Firenze
- Alberto Lattuada: Genova
- Ermanno Olmi: Milano
- Francesco Rosi: Napoli
- Mauro Bolognini: Palermo
- Mario Soldati: Torino
- Gillo Pontecorvo: Udine
- Mario Monicelli: Verona